# Hideo Hashimoto
Hideo Hashimoto (橋本 英郎, Hashimoto Hideo, Osaka, 21 mei 1979) is een Japans voetballer die als middenvelder speelt bij FC Imabari.

## Carrière
Hideo Hashimoto speelde tussen 1998 en 2011 voor Gamba Osaka. Hij tekende in 2012 bij Vissel Kobe.

## Japans voetbalelftal
Hideo Hashimoto debuteerde in 2007 in het Japans nationaal elftal en speelde 15 interlands.

## Statistieken
| Japans voetbalelftal | Japans voetbalelftal | Japans voetbalelftal |
| Jaar                 | Wed.                 | Dlp.                 |
| -------------------- | -------------------- | -------------------- |
| 2007                 | 4                    | 0                    |
| 2008                 | 2                    | 0                    |
| 2009                 | 7                    | 0                    |
| 2010                 | 2                    | 0                    |
| Totaal               | 15                   | 0                    |